# Monte Sereno
Monte Sereno – miasto w Stanach Zjednoczonych, w stanie Kalifornia, w hrabstwie Santa Clara.